# HardBall!
Pour les articles homonymes, voir Hardball.
HardBall! est une série de jeux vidéo de baseball éditée par Accolade entre 1985 et 1999. Le premier opus, apparu sur Apple II et Commodore 64, a été conçu par Robert H. Whitehead.

## Les épisodes
- 1985 - HardBall! — Apple II, Commodore 64, Amiga, Amstrad CPC, Atari 8-bit, Atari ST, DOS, MSX2, ZX Spectrum
- 1989 - HardBall II — Amiga, Atari ST, DOS, Mega Drive (HardBall!)
- 1992 - HardBall III — DOS, Mega Drive, Super Nintendo
- 1994 - HardBall 4 — DOS, Mega Drive (HardBall '94)
- 1995 - HardBall 5 — DOS, Mega Drive (HardBall '95), PlayStation
- 1998 - HardBall 6 — Windows